# 징타이 고속철도
징타이 고속철도(중국어 간체자: 京台高速铁路, 정체자: 京台高速鐵路, 병음: Jīngtái Gāosù Tiělù) 또는 징푸 고속철도(중국어 간체자: 京福高速铁路, 정체자: 京福高速鐵路, 병음: Jīngfú Gāosù Tiělù)는 베이징에서 타이완 타이베이를 연결하는 중화인민공화국의 고속철도 노선이다. 베이징 ~ 푸저우 구간은 개통되었지만 푸저우 ~ 타이베이 구간은 타이완 문제로 인해 공사가 지연되고 있다.

## 현황
징타이 고속철도를 연결하는 고속철도 노선은 다음과 같다. 또한 운행 중인 노선은 녹색으로 표기되었다.
| 노선                            | 비고                                                   | 영업 최고 속도                                                     | 영업 거리 (km)                     | 착공 시기        | 완공 시기        |
| ------------------------------- | ------------------------------------------------------ | ------------------------------------------------------------------ | ---------------------------------- | ---------------- | ---------------- |
| 징타이 고속철도 (징푸 고속철도) | 중화인민공화국에서 중화민국까지 연결하는 고속철도 노선 | 350                                                                | 1,877                              | 2008년 1월 8일   | 2020년 12월 26일 |
| 징후 고속철도                   | 베이징에서 상하이까지 연결하는 고속철도 노선           | 350                                                                | 844 (베이징 서역 ~ 벙부 남역 구간) | 2008년 4월 18일  | 2011년 6월 30일  |
| 허벙 고속철도                   | 허페이에서 벙부까지 연결하는 고속철도 노선             | 350                                                                | 131                                | 2008년 1월 8일   | 2012년 10월 16일 |
| 허푸 고속철도                   | 푸저우에서 허페이까지 연결하는 고속철도 노선           | 350                                                                | 813                                | 2010년 4월 27일  | 2015년 6월 28일  |
| 푸핑 철로                       | 푸저우에서 핑탄까지 연결하는 철도 노선                 | 200 (핑탄 역 ~ 푸저우 남역 구간) 160 (푸저우역 ~ 푸저우 남역 구간) | 89                                 | 2013년 10월 31일 | 2020년 12월 26일 |

한편 중화민국 정부는 핑탄현에서 신주현 구간을 연결하는 대만 해협 해저 터널을 제안했다. 이 노선이 실현되면 신주현에서 타이베이역까지 타이완 고속철도와 연계될 예정이다. 그러나 양안 관계 문제로 인해 건설이 지연되고 있으며 언제 착공될지 확실하지 않다.

## 역 목록
| 한국어        | 중국어   | 영어          | 영업 거리 (km) | 소재지     |
| ------------- | -------- | ------------- | -------------- | ---------- |
| 베이징 서역   | 北京西   | Beijing West  | 0              | 베이징시   |
| 랑팡역        | 廊坊     | Langfang      |                | 랑팡시     |
| 톈진 서역     | 天津西   | Tianjin West  |                | 톈진시     |
| 톈진 남역     | 天津南   | Tianjin South |                | 톈진시     |
| 창저우 서역   | 沧州西   | Cangzhou West |                | 창저우시   |
| 더저우 동역   | 德州东   | Dezhou East   |                | 더저우시   |
| 지난 서역     | 济南西   | Jinan West    |                | 지난시     |
| 타이안역      | 泰安     | Taian         |                | 타이안시   |
| 취푸 동역     | 曲阜东   | Qufu East     |                | 취푸시     |
| 텅저우 동역   | 滕州东   | Tengzhou East |                | 텅저우시   |
| 짜오좡역      | 枣庄     | Zaozhuang     |                | 짜오좡시   |
| 쉬저우 동역   | 徐州东   | Xuzhou East   |                | 쉬저우시   |
| 쑤저우 동역   | 宿州东   | Suzhou East   |                | 쑤저우시   |
| 벙부 남역     | 蚌埠南   | Bengbu South  |                | 벙부시     |
| 류푸 남역     | 刘府南   | Liufu South   | 공사중         | 추저우시   |
| 화이난 동역   | 淮南南   | Huainan East  |                | 화이난시   |
| 수이자후역    | 水家湖   | Shuijiahu     |                | 허페이시   |
| 샤탕지역      | 下塘集   | Xiatangji     | 공사중         | 허페이시   |
| 솽둔지역      | 双墩集   | Shuangdunji   | 공사중         | 허페이시   |
| 허페이역      | 合肥     | Hefei         |                | 허페이시   |
| 허페이 남역   | 合肥南   | Hefei South   |                | 허페이시   |
| 창린허역      | 长临河   | Changlinhe    |                | 허페이시   |
| 차오후동역    | 巢湖东   | Chaohudong    |                | 허페이시   |
| 우웨이역      | 无为     | Wuwei         |                | 우웨이시   |
| 퉁링 북역     | 铜陵北   | Tonglingbei   |                | 퉁링시     |
| 난링역        | 南陵     | Nanling       |                | 우웨이시   |
| 징시안역      | 泾县     | Jingxian      |                | 쉬안청시   |
| 징더역        | 旌德     | Jingde        |                | 쉬안청시   |
| 지시베이 북역 | 绩溪北   | Jixibei       |                | 쉬안청시   |
| 서현 북역     | 歙县北   | Shexianbei    |                | 황산시     |
| 황산 북역     | 黄山北   | Huangshanbei  |                | 황산시     |
| 우위안역      | 婺源     | Wuyuan        |                | 상라오시   |
| 더싱역        | 德兴     | DeXing        |                | 상라오시   |
| 상라오역      | 上饶     | Shàngráo      |                | 상라오시   |
| 우푸산역      | 五府山   | Wufushan      |                | 상라오시   |
| 우이산베이역  | 武夷山北 | Wuyishanbei   |                | 난핑시     |
| 우이산둥역    | 武夷山东 | Wuyishandong  |                | 난핑시     |
| 젠어우 서역   | 建瓯西   | Jian'ouxi     |                | 난핑시     |
| 난핑 북역     | 南平北   | Nanpingbei    |                | 난핑시     |
| 구티엔 북역   | 古田北   | Gutianbei     |                | 닝더시     |
| 민칭 북역     | 闽清北   | Minqingbei    |                | 푸저우시   |
| 푸저우역      | 福州     | Fuzhou        |                | 푸저우시   |
| 푸저우 남역   | 福州南   | Fuzhou South  |                | 푸저우시   |
| 창러역        | 长乐     | Changle       |                | 푸저우시   |
| 쑹샤역        | 松下     | Songxia       |                | 푸저우시   |
| 핑탄역        | 平潭     | Pingtan       |                | 푸저우시   |
| 신주역        | 新竹     | Hsinchu       | 공사 시기 미정 | 주베이시   |
| 타이베이역    | 台北     | Taipei        | 공사 시기 미정 | 타이베이시 |

## 유사 노선
한편 중화인민공화국 정부는 징광 고속철도를 건설하는 방안을 추진했다. 이 노선은 헝수이, 상추, 허베이, 푸저우를 경유할 계획이다.

## 같이 보기
- 대만 해협 해저 터널 프로젝트